# Evangelische Kirche Dorstfeld

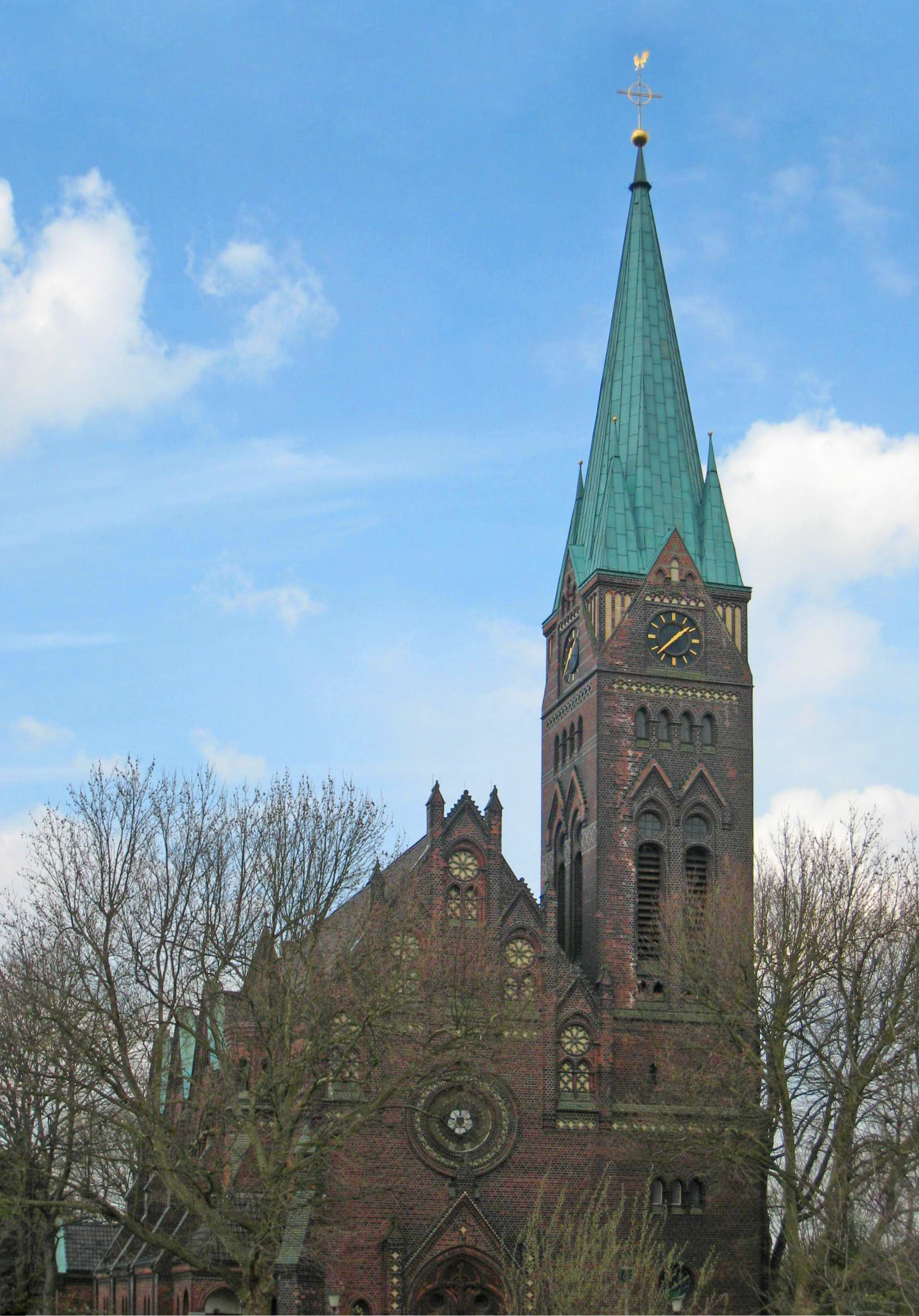
Evangelische Kirche Dorstfeld

Die Evangelische Kirche Dorstfeld ist ein denkmalgeschütztes ehemaliges Kirchengebäude in Dorstfeld, einem Stadtteil von Dortmund in Nordrhein-Westfalen.

## Geschichte und Architektur

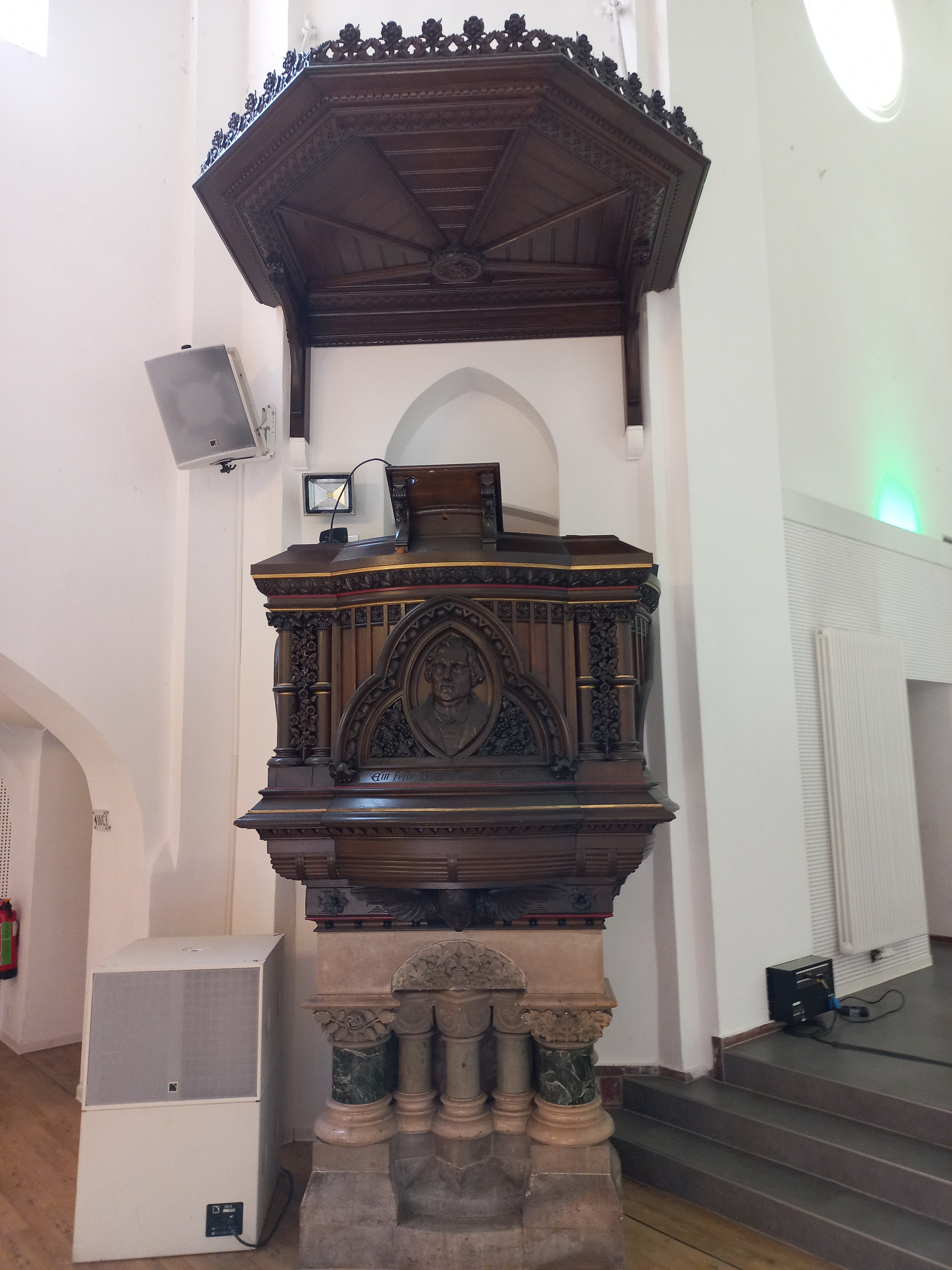
Kanzel

Die asymmetrische Emporenkirche zu drei Jochen, mit gerade schließendem Chor an der Westseite, wurde von 1903 bis 1905 nach Plänen von Arno Eugen Fritsche errichtet. Der Kirchturm mit hohen Schallöffnungen und einem spitzen Helm steht im Osten. Der Backsteinbau ist allseitig reich gegliedert und mit Bauzier aus Formsteinen und farbig glasierten Ziegeln in der Art der norddeutschen Backsteingotik verziert. Das Portal in der Fassade befindet sich unter einem Blendgiebel. Im breiten Mittelschiff wurden dreiteilig gebrochene Holzdecken eingezogen. Im nördlichen Seitenschiff steht eine Empore.
Die ursprüngliche flächendeckende Ausmalung wurde um 1960 überstrichen. In dem schmucklosen Raum sind nur Reste der Erstausstattung erhalten.
Nach einem Blitzeinschlag am 11. Juli 1995 brannte die Turmspitze komplett aus. Im darauffolgenden Jahr erhielt die Kirche eine neue Spitze, wobei die entstandenen Brandschäden am Turm erst bis 2000 beseitigt wurden.

## Orgel
Die 1904 als op. 915 der Orgelbauwerkstatt Wilhelm Sauer mit einem zweiteiligen Prospekt eingebaute Orgel ist original erhalten und ein bedeutendes Zeugnis für die Zeit um 1900 in Westfalen. Das Instrument hat 40 Register auf drei Manualen und Pedal. Dem spätromantischen Orgeltypus entsprechend sind die Manuale nach Lautstärke gestaffelt; die Pfeifen des III. Manuals befinden sich in einem Schwellkasten. Die Register und Koppeln sind rechts und links der Manuale als Wippschalter ausgeführt. Die Orgel besitzt Kegelladen und pneumatische Trakturen.
Die Orgel wurde 1998/99 von der Firma Scheffler instand gesetzt und auf die originale Intonation zurückgeführt, sowie 2017 abgebaut und im Winter 2018/2019 in der Evangelischen Stadtkirche Gronau wieder aufgebaut. Die Intonationsarbeiten waren Anfang März 2020 abgeschlossen, allerdings musste die für den 5. April vorgesehene, festliche Einweihung aufgrund der COVID-19-Pandemie verschoben werden.
| I Manual C–g3        |       |
| Principal            | 16′   |
| Principal            | 08′   |
| Flûte harmonique * 0 | 08′   |
| Bourdon              | 08′   |
| Gemshorn             | 08′   |
| Gamba                | 08′   |
| Octave               | 04′   |
| Rohrflöte            | 04′   |
| Piccolo *            | 02′   |
| Rauschquinte II      | 2 ⁄3′ |
| Cornett III-IV       |       |
| Trompete             | 08′   |

| II Manual C–g3   |      |
| Bourdon          | 16′0 |
| Principal        | 08′  |
| Concertflöte * 0 | 08′  |
| Gedackt          | 08′  |
| Salicional       | 08′  |
| Dolce            | 08′  |
| Praestant        | 04′  |
| Traversflöte *   | 04′  |
| Mixtur IV        |      |
| Cor anglais      | 08′  |

| III Manual C–g3    |      |
| Lieblich Gedeckt 0 | 16′0 |
| Geigenprincipal    | 08′  |
| Soloflöte *        | 08′  |
| Lieblich Gedeckt   | 08′  |
| Aeoline            | 08′  |
| Voix céleste       | 08′  |
| Fernflöte *        | 04′  |
| Fugara             | 04′  |
| Flautino           | 02′  |

| Pedal C–f1  |         |
| Principal   | 16′     |
| Subbass     | 16′     |
| Violon      | 16′     |
| Quinte      | 10 2⁄3′ |
| Octave      | 08′     |
| Bassflöte 0 | 08′     |
| Cello       | 08′     |
| Octave      | 04′     |
| Posaune     | 16′     |

Die mit * gekennzeichneten Register sind überblasend
- Koppeln: II/I, III/I, III/II, I/P, II/P, III/P, Super I/I (Superoktav-Koppel) als Registerwippen und Druckknöpfe, Super I/I nur als Druckknopf
- Spielhilfen: Zwei freie und vier feste Kombinationen: Pianopedal, Mezzoforte, Forte, Tutti, Zungenabsteller, Handregister ab, Walze ab (alle als Druckknöpfe unterhalb des I. Manuals)

Registerschweller mit Anzeiger (rund 0–40 über dem III. Manual) und Schwelltritt für das III. Manual
Von dieser Orgel existiert ein komplettes Sampleset, d. h. sie ist also auch virtuell spielbar.

## Geläut
Die ursprünglich vorhandenen Glocken wurden im Ersten Weltkrieg eingeschmolzen. 1923 erhielt die Kirche vier neue Gussstahlglocken vom Bochumer Verein. Entgegen dem ursprünglichen Vorhaben wurden die Glocken im Zuge des Entweihungsverfahrens nicht demontiert und verkauft, sondern befinden sich noch heute im Turm. Das Geläut erklingt in a°-c′-d′-e′ und war damit bis zur Kirchenentweihung das dritttiefste Geläut in Dortmund.

## Aufgabe der Kirche

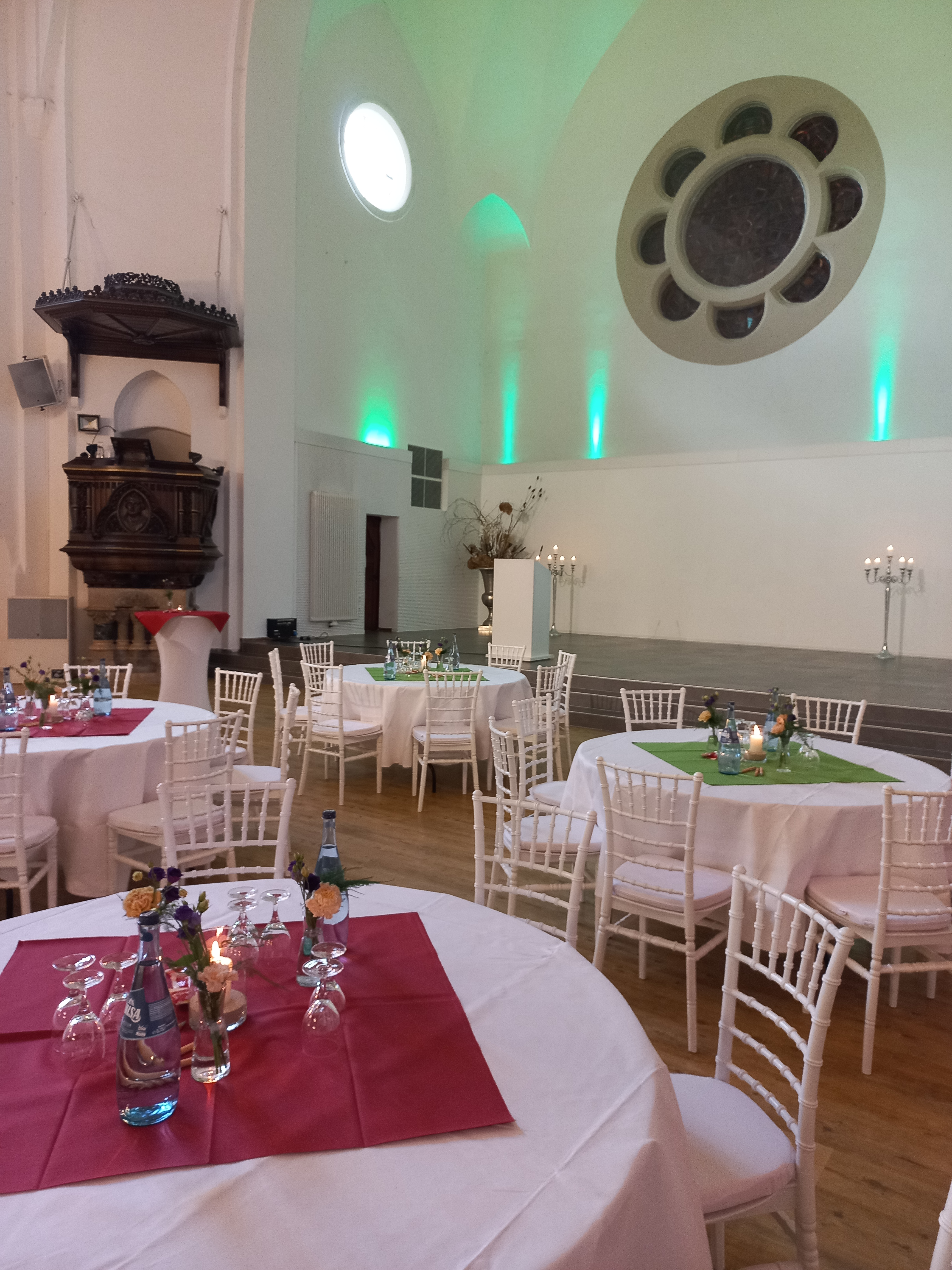
Nach der Entwidmung

Wegen sinkender Zahl der Gemeindemitglieder fusionierten fünf Kirchengemeinden zur Evangelischen Elias-Kirchengemeinde. Aus finanziellen Gründen muss sich die Gemeinde von einem Teil ihres Gebäudebestands trennen. Auch diese Kirche gehört dazu. Eine Machbarkeitsstudie wurde Ende 2011 zur weiteren Nutzung erstellt. Am 13. Oktober 2013 wurde die Kirche in einem feierlichen Gottesdienst entwidmet.
Der Kirchbau gehört seit 2016 einem Privatinvestor und wird als „Eventkirche Dortmund“ vermarktet, während die Elias-Kirchengemeinde weiterhin Eigentümerin des Grundstücks bleibt.